# لارا لوگان
لارا لوگان (انگلیسی: Lara Logan؛ زادهٔ ۲۹ مارس ۱۹۷۱) روزنامه‌نگار، از ۱۹۸۸ و خبرنگار تلویزیونی و رادیو و خبرنگار جنگ اهل آفریقای جنوبی است.
لوگان فعالیت خبرنگاری خود را در دهه ۱۹۹۰ در آفریقای جنوبی با سازمان‌های خبری مختلف آغاز کرد. محبوبیت وی به خاطر گزارشی که در مورد حمله آمریکا به افغانستان در سال ۲۰۰۱ تهیه کرد افزایش یافت. وی در سال ۲۰۰۲ به عنوان خبرنگار سی‌بی‌اس نیوز استخدام شد و سرانجام خبرنگار ارشد امور خارجی سی‌بی‌اس شد.
در سال ۲۰۱۳، گزارشی که از لوگان در مورد حمله به بنغازی در ۲۰۱۲ منتشر شد اختلافات قابل توجهی را دامن زد که وی متعاقباً اشکال آن را پذیرفت و به بهانه رفتن به مرخصی مدتی غایب بود. لوگان در سال ۲۰۱۸ سی‌بی‌اس را ترک کرد. پس از عزیمت از سی‌بی‌اس، لوگان شروع به مطالبات گسترده‌ای در مورد انواع نظریه‌های توطئه در مورد موضوعاتی مانند ویروس ایدز یا خانواده روتشیلد نمود. در سال ۲۰۱۹به گروه پخش سینکلر، یک شرکت رسانه‌ای محافظه کار پیوست. در ژانویه سال ۲۰۲۰، او به فاکس‌نیشن، یک سرویس جریان اشتراک که توسط فاکس‌نیوز اداره می‌شود، پیوست. در مارس ۲۰۲۲، وی گفت که وی توسط شبکه فاکس‌نیوز «بیرون انداخته شده».
وی همچنین برندهٔ جوایزی همچون جوایز گریسی و کلوپ ملی مطبوعات (ایالات متحده) شده‌است.

## دوران جوانی
لوگان در دوربان، آفریقای جنوبی متولد شد و دبیرستان را در کالج دخترانه دوربان گذراند. او در سال ۱۹۹۲ از دانشگاه ناتال در دوربان در رشته بازرگانی فارغ‌التحصیل شد. لوگان دیپلم زبان، فرهنگ و تاریخ فرانسه را در مؤسسه اتحاد فرانسه در پاریس اخذ کرد.

## فعالیت حرفه‌ای
لوگان در طول تحصیلات خود (۱۹۸۸–۱۹۸۹) به عنوان گزارشگر خبری برای ساندی تریبون در دوربان و سپس برای دیلی نیوز (۱۹۹۰–۱۹۹۲) در این شهر کار کرد. در سال ۱۹۹۲، او به تلویزیون رویترز در آفریقا پیوست، عمدتاً به عنوان تهیه‌کننده ارشد. پس از چهار سال، او به روزنامه‌نگاری آزاد راه پیدا کرد و به عنوان گزارشگر و ویراستار/تهیه‌کننده با ITN و Fox/SKY, CBS News, ABC News (در لندن)، NBC، و اتحادیه رادیو و تلویزیون اروپا مشغول به کار شد. او برای CNN کار کرد و در مورد حوادثی مانند بمب‌گذاری سفارت ایالات متحده در سال ۱۹۹۸ در نایروبی و تانزانیا، درگیری در ایرلند شمالی و جنگ کوزوو گزارش می‌داد.
لوگان در سال ۲۰۰۰ توسط GMTV تلویزیون بریکفست (در انگلستان) به عنوان خبرنگار استخدام شد. او همچنین با رادیو خبری CBS به عنوان خبرنگار آزاد کار می‌کرد. چند روز پس از حملات ۱۱ سپتامبر، او از یک کارمند سفارت روسیه در لندن خواست تا ویزا برای سفر به افغانستان به او بدهد. در نوامبر ۲۰۰۱، زمانی که در افغانستان برای GMTV کار می‌کرد، به ائتلاف شمال مورد حمایت آمریکا و انگلیس راه خود را گشود و با فرمانده آنها، ژنرال باباجان، در پایگاه هوایی بگرام مصاحبه کرد.
سی‌بی‌اس نیوز در سال ۲۰۰۲ به او یک موقعیت خبرنگاری تمام عیار را پیشنهاد داد. او بدینوسیله چهار سال بعدی را به تهیه گزارش از میدان جنگ، از جمله مناطق جنگی در افغانستان و عراق، که اغلب با نیروهای مسلح ایالات متحده تعبیه شده بود، گذراند. اما او همچنین با چهره‌های مشهور و کاشفانی مانند رابرت بالارد، کاشف لاشه کشتی RMS تایتانیک مصاحبه کرد. بسیاری از گزارش‌های او برای پخش در برنامه ۶۰ دقیقه ۲بود. او همچنین یکی از همکاران دائمی سی بی اس اخبار عصر، نمایش اولیه و با ملت روبرو شوید بود. در فوریه ۲۰۰۶، لوگان به عنوان «خبرنگار ارشد امور خارجی» برای اخبار سی‌بی‌اس ارتقاء پیدا کرد.
لوگان در اوت ۲۰۱۸ سی‌بی‌اس نیوز را ترک کرد. سال بعد، او به‌طور موقت به گروه پخش سینکلیر پیوست و به عنوان خبرنگار در مرز ایالات متحده آمریکا و مکزیک گزارش می‌داد.
در اکتبر ۲۰۲۲، لوگان به دلیل آنچه که این شبکه به عنوان "اظهارات مذموم" توصیف کرد، از شبکه تلویزیونی راستگرای نیوزمکس کنار گذاشته شد و در مصاحبه‌ای گفت که "مرز باز [ایالات متحده آمریکا و مکزیک] "راه شیطان برای کنترل جهان است. از طریق کلیه افراد به خدمت گرفته نوکر و دستفروش… می‌دانید، کسانی که می‌خواهند ما سوسک و حشره آنها را بخوریم، حال آنکه آنها از خون بچه‌ها ارتزاق می‌کنند؟

## جوایز
- جایزه زنان آمریکایی در رادیو و تلویزیون، جوایز گریسی ۲۰۰۴[۱۳]
- جایزه دیوید کاپلان، باشگاه مطبوعات خارج از کشور، ۲۰۰۶[۱۴]
- جایزه دیوید بلوم، انجمن خبرنگاران رادیو و تلویزیون، ۲۰۰۷[۱۵]
- جایزه دانیل مروارید، ۲۰۱۱[۱۶]
- جایزه آزادی مطبوعات جان اوبوچون کلوپ ملی مطبوعات (ایالات متحده)، ۲۰۱۱[۱۷]